# Kritón
Kritón (starořecky Κρίτων) je důležitý Platónův dialog. Obsahem dialogu je rozhovor Sókrata s jeho bohatým přítelem Kritónem o spravedlnosti (dikē), nespravedlnosti (adikia) a přiměřené odpovědi na nespravedlnost. Sókratés si myslí, že nespravedlnost nemá být oplácená nespravedlností a odmítá Kritónovu nabídku podplatit strážce, aby mohl uprchnout z vězení.

## Děj
Dialog Kritón se odehrává v době po Sókratově odsouzení k smrti. O jeho smrti už bylo rozhodnuto, ale poprava nemohla být vykonána z toho důvodu, že v této době probíhal svátek na oslavu Apollóna v Délu, kam z Athén každoročně vysílali ozdobenou loď a dokud se nevrátí, nemůže se poprava uskutečnit. Proto Sókratés čekal mnoho dnů v cele, než se loď vrátí a mezi tím jej občas navštěvovali jeho přátelé a rozmlouvali s ním.
Sókratés se brzy ráno vzbudí a zjistí, že spolu s ním je v cele jeho přítel Kritón. Velmi se tomu podivuje a ptá se, jak se dostal dovnitř přes stráže, a dozvídá se že Kritón strážce zná a uplatil jej, aby se dostal k Sókratovi. Sókratés se ptá jak dlouho už tam je a když zjistí, že Kritón je v cele už poměrně dlouho, ptá se jej, proč ho nevzbudil hned, když přišel. Kritón tvrdí že toho by se neodvážil, protože spánek mu určitě pomáhá snášet svou situaci snadněji a vůbec se obdivoval Sókratově dobré pohodě a tomu jak to všechno s klidem snáší.
Sókratés je samozřejmě zvědavý proč k němu tak brzy Kritón přišel a dozvídá se od něj, že loď z Délu, po jejímž příjezdu má být Sókratés popraven, připluje ještě téhož dne. Sókratovi se ale zrovna zdál sen, který naznačuje, že k příjezdu lodi dojde až o den později.
Kritón začne Sókrata přemlouvat k útěku a nabízí mu pomoc svou i dalších Sókratových přátel a také svých dalších přátel a říká, že by pro něj byla ostuda, kdyby svého značného majetku nepoužil k záchraně přítele. Klade Sókratovi na srdce, aby si nedělal starosti z toho, co by se jeho přátelům mohlo stát, kdyby mu pomohli utéct, protože je to jejich povinnost. Jeho obavy z toho, že by nevěděl co si počít při vyhnanství, které projevil u soudu, mírnil tím, že má přátele v Thesalii, kteří se o něj postarají. Navíc to, co Sókratés podstupuje, podle něj není spravedlivá věc, protože má šanci se zachránit ale místo toho udělá po vůli svým nepřátelům a navíc má potomky, jejichž výchova je jeho povinnost a tím, že se dobrovolně odevzdá smrti, z nich učiní sirotky. Nakonec jej kárá za to, že volí nejsnadnější cestu a to není hodno někoho, kdo celý život všechny přesvědčuje o důležitosti ctnosti.
Sókratés proti tomu namítá, že všechna rozhodnutí, která činí, činí na základě rozumu a že pokud teď své rozhodnutí změní, musí to být na základě toho, že jej něco přinutí rozhodnout jinak.
Začne tedy zkoumat, jestli něco takového, co by jej přimělo se rozhodnout jinak, existuje. Nejprve se ptá, jestli jsou některá mínění hodnotnější než jiná, s tím Kritón souhlasí a Sókratés se ptá, jestli je tedy důležitější v určité věci mínění osoby, která se tou věcí zabývá a vyzná se v ní, nebo množství mínění osob, které tomu tématu nerozumí. Kritón říká, že samozřejmě je důležitější mínění toho kdo dané věci rozumí. Vše uvádí na příkladu tělocviku, kdy nás poslouchání špatných názorů velkého množství lidí může stát zdraví a dokazuje, že co se týče spravedlnosti, funguje to stejně, a věci spravedlnosti jsou přitom mnohem důležitější než věci tělesné a tím více bychom měli dát pouze na názor člověka který je v dané věci odborníkem a ignorovat hlasy mnoha neznalých.
Pak se Sókratés Kritóna ptá, zdali platí, že není důležité žít, ale žít dobře a s tím Kritón souhlasí. Na základě toho se tedy Sókratés rozhodl zkoumat, jestli by bylo spravedlivé utéct. Sókratés míní, že by člověk neměl činit špatné věci ani kvůli pomstě ani kvůli špatným věcem, které zakouší a Kritón s ním souhlasí. Dále říká, že když uznáme něčí čin spravedlivým, tak bychom jej měli činit také, a i s tím Kritón souhlasí. Když se ale Sókratés ptá, jestli by někomu nečinil zlo, pokud by odešel bez souhlasu obce, na to už Kritón odpovědět nedokázal a tak se Sókratés ptal, jestli by se třeba nemohl hájit tím, že zákony jednaly proti němu, s čímž Kritón horlivě souhlasil. Sókratés ale míní, že obec jej přivedla na svět a dala mu všechno, co kdy měl a starala se o něj stejně jako rodiče a tak by zřejmě stejně jako rodičům neměl člověk odporovat, protože jim není roven a Kritón s tím souhlasil. A proto by tedy jednal asi nespravedlivě, kdyby učinil najednou něco proti zákonům, které mu nijak nevadily po celou dobu co v Athénách žil a dokonce tím více by se provinil, protože z Athén vůbec nikam necestoval, na rozdíl od ostatních Athéňanů a ještě tam zplodil děti a se zákony po celý život souhlasil, dokonce i po odsouzení. Proti tomu také Kritón nemůže nic namítnout.
Kromě toho, že by činil takto bezpráví na obci, ve které prožil celý život a která mu i se svými zákony po celý život zcela dostačovala, by se však provinil i proti svým bližním, kteří by v důsledku jeho jednání byli posláni do vyhnanství a přišli by o majetek.
Ale ani jemu samotnému by se zřejmě nevedlo nejlépe, neboť obce s nejlepší ústavou by již dopředu o něm měly utvořen názor, protože porušil zákony athénské a všichni by tedy očekávali, že je neporuší znova jinde. Těžko by se navíc nadále bránil obvinění, že nekazí mládež, když porušuje zákony.
Sókratés si pokládá otázku, jestli by vůbec dokázal žít takový život. Rozmlouvat s lidmi a předkládat jim důležitost ctnosti a zákonů by bylo směšné a neslušné, když by sám zákonů nedbal. Kdyby však utekl až do Thessalie ke Kritónovým známým, asi by se smáli, jak takový stařec ze strachu před smrtí si chce svůj poslední kousek života zachovat a utíká v přestrojení do cizí země. A kdyby si tam vzal s sebou děti, aby je vychoval? Po pár letech by zřejmě stejně zemřel, kdo by se tam o ně pak staral, když by jeho známí zůstali v Athénách. Nebylo by tedy lepší svěřit se do rukou zákona a věřit, že se o jeho děti po jeho smrti postará obec, které věřil po celý život, a jeho přátelé?
Útěkem by tedy Sókratés konal nespravedlivě vůči obci a jejím zákonům, proti svým blízkým, proti své rodině a také proti sobě a neměl by z toho vlastně nic dobrého, jen samé špatnosti.
Když to takto Sókratés vyloží, zeptá se Kritóna, jestli proti tomu má co namítnout, ale Kritón proti tomu nemá co říct a musí se smířit se Sókratovou smrtí.